# Universidad del Sagrado Corazón
La Universidad del Sagrado Corazón ("università del sacro cuore", abbreviata in USC) è un'università privata di indirizzo cattolico con sede a San Juan, capitale di Porto Rico.
Le origini dell'università si ricollegano con quelle della scuola aperta nel 1880 dalle religiose della Società del Sacro Cuore di Gesù. Nel 1935 il governo portoricano concesse la facoltà di rilasciare titoli accademici all'istituto, che prese il nome di Colegio Universitario del Sagrado Corazón. La proprietà e il governo del collegio nel 1970 furono trasferiti dalle suore a un board of trustees e nel 1972 l'istituto, fino ad allora esclusivamente femminile, iniziò ad ammettere alunni di sesso maschile. L'istituto prese il nome di Universidad del Sagrado Corazon nel 1976.

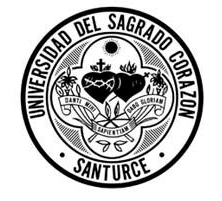
Sigillo dell'università